# سیارک ۷۷۶۶
سیارک ۷۷۶۶ (به انگلیسی: 7766 Jododaira، نامگذاری:1991BH2) هفت هزار و هفتصد و شصت و ششمین سیارک کشف شده‌است که در ۲۳ ژانویه ۱۹۹۱ کشف شد.
قدر مطلق سیارک برابر ۱۲٫۱۰ است.